# Ментерода
Ментерода (нім. Menteroda) — громада в Німеччині, розташована в землі Тюрингія. Входить до складу району Унструт-Гайніх.
Площа — 27,31 км2. Населення становить Невірний параметр metadata 16 064 072 ос. (станом на 31 грудня 2021).